# روردو این پیانو
روردو این پیانو (به ایتالیایی: Roveredo in Piano) یک کومونه در ایتالیا است که در استان پوردنونه واقع شده‌است.

## خصوصیات
روردو این پیانو ۱۵٫۹ کیلومترمربع مساحت و ۵٬۴۶۴ نفر جمعیت دارد و ۹۹ متر بالاتر از سطح دریا واقع شده‌است.